# Obrowiec (województwo lubelskie)
Obrowiec – wieś w Polsce położona w województwie lubelskim, w powiecie hrubieszowskim, na zachodnim skraju gminy Hrubieszów. 
| SIMC    | Nazwa            | Rodzaj    |
| ------- | ---------------- | --------- |
| 0889500 | Obrowiec-Kolonia | część wsi |

Wieś jest sołectwem w gminie Horodło. Według Narodowego Spisu Powszechnego (III 2011 r.) liczyła 402 mieszkańców i była dziesiątą co do wielkości miejscowością gminy Hrubieszów.
Wierni Kościoła rzymskokatolickiego należą do parafii Matki Bożej Nieustającej Pomocy w Hrubieszowie.

## Położenie
Posiada powierzchnię 769,69 ha. Od południa graniczy z sołectwem Brodzica, od zachodu z gminami Trzeszczany i Werbkowice, od północy z sołectwem Nowosiółki, natomiast od wschodu z gminą miejską Hrubieszów. Maksymalna rozciągłość sołectwa na linii północ-południe wynosi 3,5 km, a na linii wschód-zachód około 2,5 km. Najbliższym miastem jest Hrubieszów, położony około 6 km na południowy wschód od Obrowca. Innymi większymi miastami w pobliżu są Chełm i Zamość położone w odległości około 45 km oraz podobne wielkością do Hrubieszowa Krasnystaw i Tomaszów Lubelski w odległości około 55 km. Od stolicy województwa – Lublina – Obrowiec dzieli około 120 km. Miejscowość położona była wcześniej w województwie zamojskim (1975–1998) oraz gminie (1919–1954), a następnie gromadzie Moniatycze (1954–1972).

## Geografia (opis)
Pod względem fizycznogeograficznym Obrowiec leży na pograniczu trzech mezoregionów: Kotliny Hrubieszowskiej (południowo-wschodnia część), Grzędy Horodelskiej (północna część) i Działów Grabowieckich (zachodnia część). Mezoregiony te (oprócz Działów Grabowieckich) należy zaliczyć do Wyżyny Wołyńskiej. Wieś położona jest nad rzeką Huczwą oraz jej lewobrzeżnym dopływem Białką, która na terenie wsi uchodzi do Huczwy. Obszar wsi posiada urozmaiconą rzeźbę terenu, ze spadkami przekraczającymi 8%. Na polach leży nad rzeką rzadka na Hrubieszowszczyźnie wydma piaszczysta, w której piachu znajdują się urny popielcowe. Wysokości bezwzględne wahają się od 181 m n.p.m. (ujście Białki) do blisko 230 m w pobliżu lasu na północy sołectwa. Z gleb przeważają głównie czarnoziemy i gleby brunatnoziemne, choć spotyka się również gleby bielicowe i mady. W świecie zwierzęcym warto zobaczyć jedno z nielicznych w Polsce stanowisk żołny.

## Pochodzenie nazwy
Istnieją trzy teorie wyjaśniające pochodzenie nazwy Obrowiec:
- Pierwsza, najbardziej prawdopodobna i przekazywana w tradycji ustnej mieszkańców, mówi, że w dawnych czasach wieś nazywała się Bobrowiec, ze względu na licznie zamieszkujące Huczwę bobry. Nie wiadomo jednak kiedy dokładnie zmieniono jej nazwę na Obrowiec.
- Druga teoria wywodzi jej nazwę od pierwszego właściciela. Mógł być nim Johannes de Obrowiec, który podpisał w 1329 roku polubowną ugodę z opatem Cystersów w Scyrzycu o wieś Ściborzyce. Brak jednak dokumentów potwierdzających tę tezę.
- Trzecia wersja mówi o osadnictwie Awarów – ludu turkojęzycznego nazywanego przez Słowian Obrami. Założyli oni w VI wieku państwo (Chanat Awarski) na obszarze dzisiejszych Węgier i Austrii. Rozbite zostało ono w 796 roku przez Franków, a pokonani Obrzy rozproszyli się wśród ościennych plemion Słowiańskich. Dlatego jest bardzo możliwe, że pewna grupa mogła osiedlić się nad Huczwą[11].

## Historia

### Pradzieje

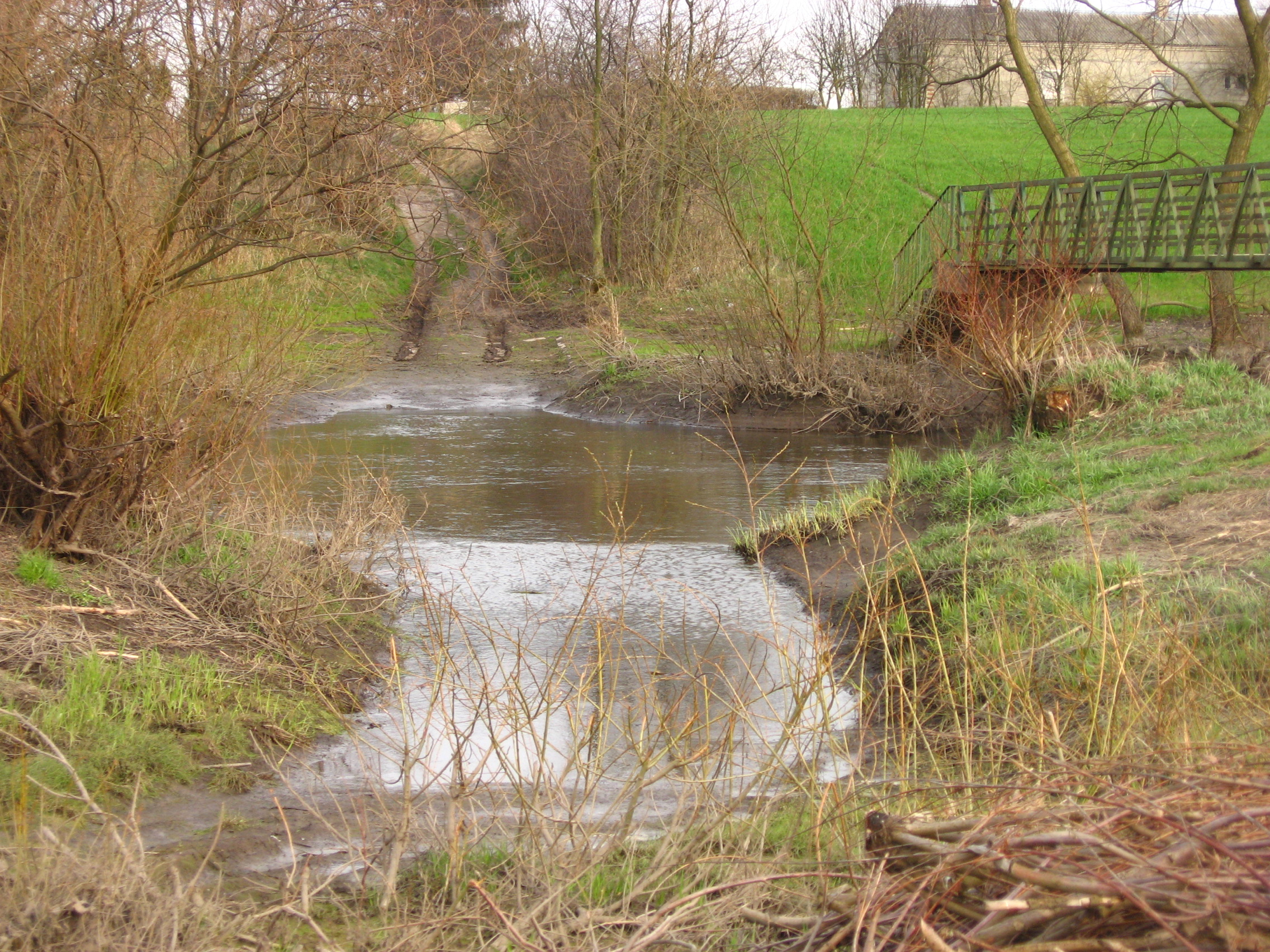
Bród na Huczwie (obok widoczna kładka)

O dziejach Obrowca z dalekiej przeszłości dowiadujemy się z badań archeologicznych. Były one prowadzone w okresie międzywojennym oraz w latach 1977-1978. W wyniku badań powierzchniowych wykonanych metodą AZP i wykopaliskowych odkryto na obszarze wsi 47 stanowisk archeologicznych (punktów osadniczych). Najstarsze zabytki w postaci kilku ułamków naczyń glinianych i przekłuwacza krzemiennego związane ze środkowym neolitem zaliczono do kultury wołyńsko-lubelskiej (4700-3400 p.n.e.). Bogate osadnictwo występowało na terenie miejscowości we wczesnej epoce brązu. Reprezentuje je kultura mierzanowicka (2200-1600 p.n.e.), której ślady w postaci drobnych ułamków naczyń i odłupków krzemiennych zanotowano na powierzchni. Wiele znalezisk reprezentuje kulturę strzyżowską (1750-1600 p.n.e.). Wśród inwentarza zabytków znajdują się liczne ułamki naczyń, narzędzia krzemienne: grot do oszczepu, sztylet i siekierka oraz wiórek i odłupki krzemienne. Bogate osadnictwo datowane na X-XIII wiek związane jest z ludnością słowiańską. Ślady tego osadnictwa w postaci kilkudziesięciu ułamków naczyń glinianych zarejestrowano na kilku stanowiskach. Z tego okresu pochodzi także brązowy, przenośny relikwiarz-enkolpion.
W dawnych czasach wieś położona była w widłach rzek Huczwy i Białki oraz otoczona bagnami i lasem. Jedyna droga była przez most na Białce w stronę Hrubieszowa oraz był bród na Huczwie w stronę Brodzicy. Bród ten obecnie wyłożony jest terlinką, a obok niego zrobiono kładkę dla pieszych.

### Korona Królestwa Polskiegoi I Rzeczpospolita
Miejscowość po raz pierwszy wzmiankowana w 1400 roku w akcie erekcyjnym parafii łacińskiej w Hrubieszowie jako wieś szlachecka (folwark szlachecki), która miała oddawać plebanowi każdego roku po korcu żyta i 2 korce owsa. W roku 1448 wieś była wzmiankowana jako „wysługa” zmarłego Mikołaja Kinickiego z Horyszowa herbu Prawdzic. Rejestr poborowy z 1472 roku notował Obrowiec jako wieś szlachecką z 3 łanami użytków. W 1489 roku dzierżawcą wsi był Maciej Zamoyski herbu Jelita, rotmistrz królewski, syn Tomasza z Łaźnina. Ożenił się on z Beatą z Obrowca, córką Wawrzyńca z Pustotewa (Bończy). W XVI-XVII w. Obrowiec był własnością możnego rodu Łaszczów, którzy od nazwy swojej miejscowości przybrali nazwisko Łaszczów-Obrowieckich. W XVI w. wieś była w posiadaniu Wawrzyńca Łaszcza, natomiast w 1572 roku należała do jego synów: Andrzeja i Ambrożego Łaszczów. Pod koniec XVI wieku wymieniany był Wojciech Łaszcz Kobelski z Obrowca, żonaty z Zofią z Grabiów. Rejestr z 1531 roku wymienia tu młyn o 1 kole, zaś według rejestru z 1578 roku Andrzej Łaszcz, żonaty z Zofią Ródgierzówną posiadał w Obrowcu 4 łany użytków (czyli 67,2 ha), 8 zagrodników z ziemią, 2 komorników z bydłem oraz 3 ubogich. Prawdopodobnie po nim dziedziczył syn Paweł. W 1629 roku wieś należała do Zielińskiego. Właścicielami Obrowca Zielińscy byli także w latach 1681-1682.
Podczas najazdów tatarskich w XVII wieku doszczętnie został spalony dwór oraz wieś, a także istniejący tu Klasztor Dominikanów, którego zakonników wymordowano. Jedyną pozostałością po klasztorze jest kamienna figura św. Dominika stojąca wśród pól (niedaleko lasu zwanego „Wierzbowata”) oraz miejsce zwane mogiłkami pozostałość po cmentarzu przyklasztornym). Pod koniec XVII wieku wieś trafiła w ręce Michała Kuropatnickiego i Jerzego Boguszewskiego. Na początku XVIII wieku właścicielem wsi był zapewne Józef Kuropatnicki (zm. 1742) herbu Nieczuja, żonaty pierwszy raz z Anną z Tarłów, a drugi raz z Zuzanną Teresą z Kurdwanowskich, po pierwszym mężu Ciechowską, z którą miał dwoje dzieci: Domicellę i Ewarysta Andrzeja (1734-1788). Ten ostatni urodzony w Obrowcu był kasztelanem buskim, a potem bełskim. Ożenił się w 1756 roku z Katarzyną z Łętowskich, a znany był przede wszystkim jako amator geograf, heraldyk i bibliofil. Przy podziale rodzinnych dóbr przypadł mu Obrowiec, ale ok. 1760 roku wykupił od siostry dobra Nieledew. Pod koniec XVIII wieku oba majątki od Kuropatnickiego odkupił Leon Wyżga, żonaty z Teresą z Wereszczyńskich.

### Okres zaborów
W wyniku I Rozbioru Polski w 1772 roku Obrowiec znalazł się w zaborze austriackim, następnie w 1809 roku w granicach Księstwa Warszawskiego, a po jego upadku w 1815 roku, w Królestwie Polskim pod zaborem rosyjskim. Podczas powstania kościuszkowskiego rozegrała się tutaj bitwa nad Huczwą (w browarze był Sztab Powstańczy), w której zginęło wielu powstańców. Za waleczność i poświęcenie w czasie bitwy dziedzic obrowiecki najpierw pochował, a następnie wymurował pomnik dowódcy powstańców (w parku dworskim). Został on zniszczony dopiero w 1946 roku przez członków PPR.
W 1803 roku dobra po ojcu przejęła Marcyanna Marianna Wyżga, żona Wincentego Grzymały (1756-1824) herbu Grzymała. Grzymała zapisał się w historii wsi jako dobry gospodarz. Gdy pojawiło się zarzewie konfliktu sąsiedzkiego spowodowane zalewaniem łąk przez cofkę hrubieszowskiego stawu młynowego, wystąpił do cyrkułu zamojskiego o uregulowanie zatargu. Ukonorowaniem sporu stał się wyrok austriackiego sądu w Zamościu z 1804 roku nakładający obowiązek na Dobra Hrubieszów spuszczania wody na 4 niedziele przed "kosowicą" i 4 niedziele po niej. Wyrok ten był przekazywany odtąd w formie pisemnej wszystkim młynarzom i dzierżawcom młynów hrubieszowskich. Grzymała dopilnował wpisania esencji wyroku w hipotece zakładanej przez Towarzystwo Rolnicze Hrubieszowskie w 1823 roku. W tym czasie Obrowiec był średniej wielkości wsią. Spis z 1827 roku notował ją w powiecie hrubieszowskim i parafii Hrubieszów, a liczyła 52 domy i 329 mieszkańców. Jak niemal w każdej wsi i tutaj istniała karczma widniejąca na mapie F. von Miega z lat 1779-1782. W 1845 roku karczma ta uzyskała patent na dalsze prowadzenie wyszynku alkoholu. Od 1833 roku dziedzicem Obrowca został wnuk poprzednich właścicieli - Wincenty Grzymała, syn Wojciecha i Michaliny z Krügerów, który ożenił się z Załuską. Gospodarzył tutaj do 1871 roku, kiedy sprzedał swoje dobra za 220 tys. złp Gracyanowi Jaegerowi, ale jeszcze tego samego roku za 326 666,20 zł kupiła je Maria, z Duburtów Łobaczewska, zamężna za Augustem Łobaczewskim, synem Józefa. W 1875 roku, po śmierci matki, dobra objęła Anna Maria, choć faktycznie zarządzał nimi jej ojciec August. Według spisu z 1880 roku było tu 41 domów i 383 morgi gruntów włościańskich. Słownik geograficzny Królestwa Polskiego podawał następujące dane: Obrowiec, wieś folwarczna nad rzeką Huczwą, powiat hrubieszowski, gmina i parafia Moniatycze, odległy 3 wiorsty od Hrubieszowa. Posiada szkołę początkową ogólną, młyn wodny, browar. Dobra Obrowiec składały się w 1885 roku z folwarku Obrowiec i Wincentówka oraz wsi Obrowiec i liczyły 1336 mórg, w tym 510 mórg ziemi ornej, 315 mórg łąk, 28 mórg pastwisk, 453 morgi lasu i 30 mórg nieużytków i placów. W folwarku były 24 budynki drewniane i 2 murowane (dwór i browar), a także las nieurządzony (bez określonej własności wiejskiej czy folwarcznej, pozostający w stanie niezagospodarowanym). Wieś Obrowiec składała się z 41 osad (gospodarstw chłopskich) posiadających 282 morgi gruntów uprawnych. Po śmierci Augusta Łobaczewskiego w 1902 roku majątek przypadł w udziale dzieciom: Wojciechowi, Magdalenie, Annie Marii, Eliaszowi i Marii.

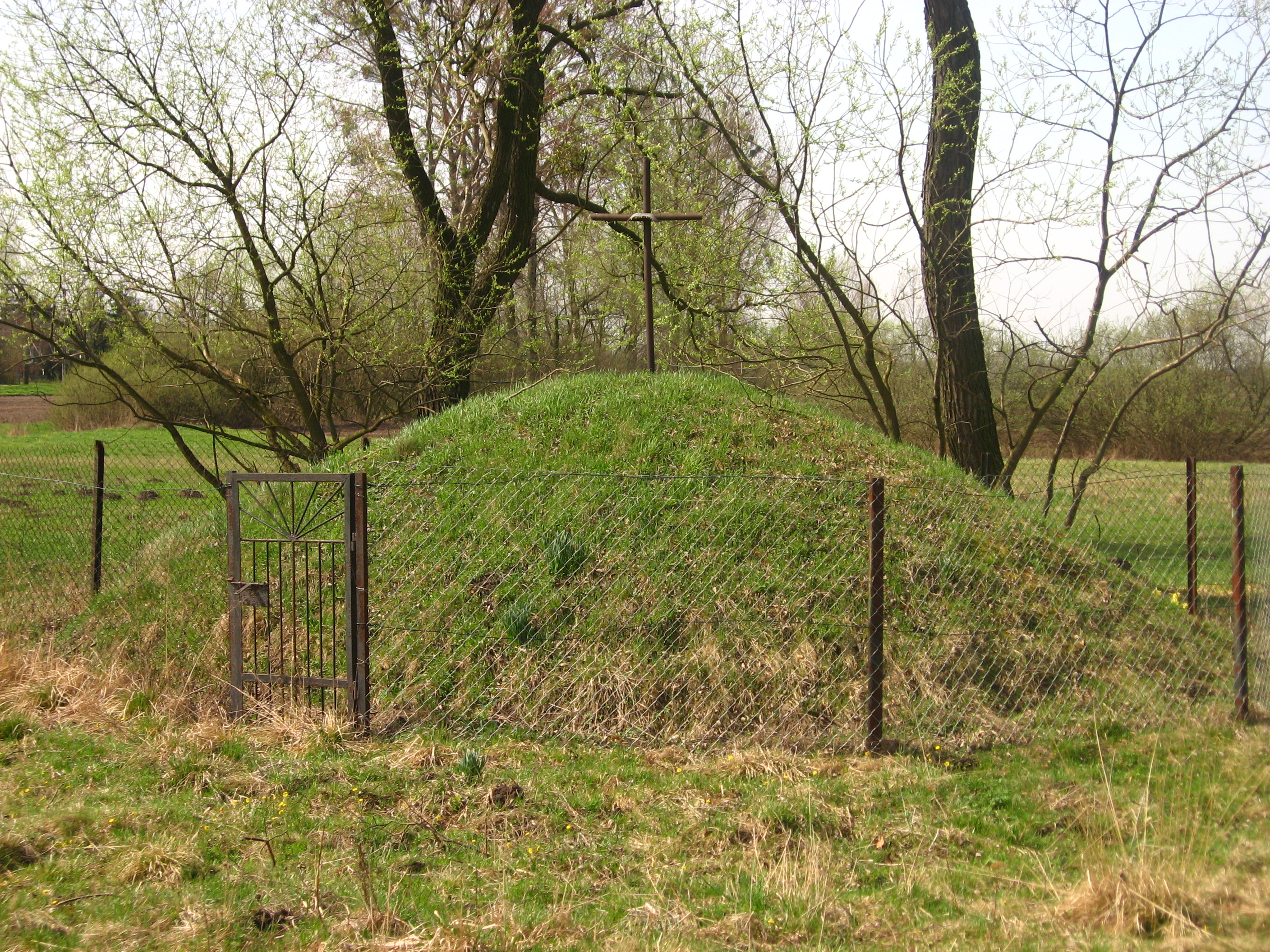
Mogiła żołnierzy poległych w I wojnie światowej

W tym czasie chłopi musieli 4 dni w tygodniu odrabiać pańszczyznę, za co otrzymywali drewno na opał oraz kartkę, którą mogli wymienić w karczmie na sól lub wódkę (Żyd rozliczał się potem z dziedzicem). W 1904 roku tamtejsi chłopi posiadali średnio od 2 do 3 morgów ziemi uprawnej (bogatsi posiadali nawet 40 morgów ziemi, np. Sadowski). W 1907 roku dobra Obrowiec za 136 tys. rubli kupił Ignacy Rudnicki, syn Polikarpa, po którym w 1925 roku dziedziczyła córka Kazimiera z Rudnickich Krycka, żona Kazimierza.  W okresie I WŚ przez teren Obrowca przechodził front (rosyjskie wojska siedziały w okopach, a austriackie nacierały od południa). W jej wyniku zniszczony został w większości drugi dwór obrowiecki (zachowała się tylko kuchnia), młyn wodny i większość drewnianej zabudowy wsi. Spaliły ją wycofujące się wojska rosyjskie w 1914 roku. Drugim ocalałym budynkiem był murowany browar (nie produkujący już piwa). Symbolem tych wydarzeń jest zlokalizowana niedaleko Osiedla Lipice mogiła, w której pochowanych jest kilkunastu żołnierzy różnych narodowości, zmarłych od ran w czasie działań wojennych.

### II Rzeczpospolita

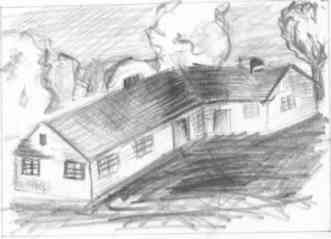
Dwór Obrowiecki w okresie międzywojennym

Okres międzywojenny to w Obrowcu czasy dziedziców, Rudnickiego i Kryckiego. Ówczesny majątek składał się z tych samych posiadłości wymienionych w 1885 roku oraz 180 morgów położonych w Mrozowiczach za Bugiem (dziś miasto Nowowołyńsk). Według spisu z 1921 roku wieś liczyła 52 domy i 298 mieszkańców, w tym 42 Ukraińców i 9 Żydów, natomiast folwark 3 domy i 42 mieszkańców, w tym 15 Ukraińców. Dziedzic Rudnicki do majątku sprowadził nowinki techniczne, takie jak kosiarka, żniwiarka, czy młockarnia napędzaną lokomotywą parową. Sam zaś dwór składał się z centralnie położonego „pałacu”, parterowego budynku krytego gontem, w którym znajdowały się cztery pokoje, kuchnia, spiżarnia, przedpokój, pomieszczenie gospodarcze i ganek. Zabudowy dopełniał magazyn zbożowy, duża drewniana obora i stodoła. Pracownicy dworscy mieszkali natomiast w pomieszczeniach po byłym browarze. Całość otaczał ogród i sad, a do dworu prowadziła szpalerowa aleja lipowa. Własnością dworu była także duża stodoła na Wincentówce i czworaki, w których mieszkali pracownicy zatrudnieni w tej części majątku.
W 1928 r. dziedzic zaczął sprzedawać część własnej ziemi. Każdy kupujący płacił od razu 50% wartości, a drugie 50% rozkładane były na raty. Jednak nikomu nie udało się spłacić całości, gdyż wybuchła II wojna światowa. W 1929 roku Kazimiera Krycka posiadała w Obrowcu 459 ha ziemi. Dziedzic Rudnicki zmarł na początku lat trzydziestych, a jego żona wydzierżawiła dworski majątek Zboińskiemu. 3 maja 1932 mieszkaniec Obrowca, były legionista, Karol Bielecki, został odznaczony zarządzeniem Prezydenta RP medalem za pracę w dziele odzyskania niepodległości. Pierwszy sklep w Obrowcu założył Żyd imieniem Luza, który kupował od chłopów zboże, cielęta i inne potrzebne towary i dostarczał je do Hrubieszowa. Istniał także w mieszkaniu Józefa Wlizły sklep spożywczy, a sprzedawcą był Stanisław Oleszczuk. W tym okresie wybudowano utwardzoną drogę z Hrubieszowa do Nieledwi przechodzącą przez Obrowiec.
Posiadłość wróciła znowu w ręce właścicieli już po kilku latach. Objął je wnuk Rudnickiego – Kazimierz Krycki. Podobnie jak jego dziadek, on również lubił towarzystwo chłopów oraz nowalijki techniczne (posiadał pierwszy samochód). Zasługą tego dziedzica jest organizacja w Obrowcu plutonu krakusów (dowództwa 2 Pułku Strzelców Konnych z Hrubieszowa), kilkunastoosobowej konnej formacji na wzór wojskowy, złożonej z dworskich i okolicznych chłopów. Według relacji pochodzących z Brodzicy Ukraińców dopuszczał się on tłuczenia szyb w oknach aktywistów ukraińskich. Niewątpliwy talent organizatorski nie szedł jednak w parze z gospodarnością. Majątek Obrowiec prosperował źle. Aby ratować finansową sytuację sprzedał Krycki swoją posiadłość za Bugiem. Jednak uzyskane pieniądze nie pokryły potrzeb. Kolejno pojawiali się coraz to nowi dzierżawcy, pierwszym z nich był Żyd o nazwisku Sztrum, potem Jaworski i inni. Okresowo majątek wracał do dziedzica lub też stawał się współwłasnością. Na tej ostatniej zasadzie współwłasności z Antonim Radzikiem dwór przetrwał do wybuchu II wojny światowej. W 1939 roku Obrowiec liczył 63 domy, w tym było 57 rodzin polskich i 6 ukraińskich.

### II wojna światowa
Już 14 września Niemcy osiągnęli Obrowiec. Stacjonowali tu przez dwie doby, po czym zaopatrzeni w prowiant oraz m.in. mapy wyrwane z atlasów szkolnych czy przewodników, odeszli w kierunku Tomaszowa Lubelskiego. Dwutygodniowy pobyt Armii Czerwonej minął pod znakiem mordów i kradzieży. Sowieci rabowali dwory i gospodarzy, zabierali wszystko co miało jakąkolwiek wartość (zwierzęta, meble itp.). Bardzo biedne wojska Sowieckie (brezentowe buty, parciane pasy, kołeczki zamiast guzików, wozy na drewnianych kołach) wycofały się na linię Bugu, a ich miejsce zajęli ponownie Niemcy. Utworzyli oni w Obrowcu w 1940 roku obóz pracy, w którym przebywało około 200 osób, najpierw narodowości żydowskiej, a następnie polskiej. Zostali oni ulokowali w dużej stodole u Bronisława Wilka, gdzie mieli prycze i kuchnię. Wszyscy pracowali przy budowie drogi Hrubieszów – Sokal oraz przy regulacji koryta rzeki Białki. W 1941 roku obóz zlikwidowano. W tym czasie powstał w Obrowcu ruch oporu, którego komendantem został Antoni Radzik oraz zorganizowano jeden z kilku należących do obwodu hrubieszowskiego AK magazyn żywności. W wyniku eksterminacji zginęła prawie cała 9-osobowa rodzina byłego właściciela sklepu – Luzy, a w Hrubieszowie został zastrzelony były zarządca majątku Obrowiec – Sztrum. Kilku mieszkańców wsi (przeważnie biedoty) zostało wywiezionych na roboty przymusowe do Rzeszy. Wprowadzono także tzw. kontyngent (od 1940 r.), polegający na obowiązkowym dostarczaniu produktów roślinnych (zboże i oleiste) i zwierzęcych. Był on bardzo wysoki, dlatego też nie każdy rolnik mógł się z niego wywiązać (za co nakładano wysokie kary, a nierzadko więzienie).
Aby pozyskać ludność ukraińską, polityka hitlerowska przewidywała m.in. powierzanie im funkcji publicznych. Tak też stało się w Obrowcu, gdzie sołtysem został Ignacy Manaszczuk, jego zastępcą Jan Daciuk, a agronomem Antoni Nazar. Dziedzic Krycki został aresztowany i przebywał w więzieniu niemieckim do marca 1944 roku. Po powrocie mieszkał u kuzyna w Tuczępach i tam na jesień 1944 r. został zastrzelony i pochowany (zapewne w związku z podziałem majątku dworu podczas Reformy Rolnej). Dwór obrowiecki objął natomiast najpierw Ukrainiec nazwiskiem Jaworowski (zginął on w Majdanku za przetrzymywanie Żydów), później trafił on pod zarząd niemieckiego administratora – Bitnera, a w 1943 r. majątek przejął kolejny Niemiec o nazwisku Rezner.
Pod koniec 1943 roku trzech mieszkańców Obrowca: Michał Kruk (kowal), Jan Stankiewicz i Sadowski, zabrani z podwodami przez Eugeniusza Jańczuka "Dudę" i Mikołaja Antoniuka (obaj z policji ukraińskiej), zostali zastrzeleni na moście w Podhorcach. Zwłoki kowala wyłowiono bosakami z Huczwy na styku Brodzicy i Wolicy. Zbrodnia ta była pierwszą i zapoczątkowała serię morderstw OUN-UPA w okolicy. Noc z 31 marca na 1 kwietnia 1944 r. była najtragiczniejszą kartą wojenną Obrowca. Niedługo po północy, bojówki UPA z Brodzicy wkroczyły do wsi z trzech stron. Część napastników była ubrana w mundury wojskowe Wermachtu, część była w mundurach policji ukraińskiej, a część po cywilnemu. Mieli ze sobą różnorodne uzbrojenie od karabinów i pistoletów poczynając, a na widłach, siekierach i drągach kończąc. Bilans strat Obrowca był tragiczny. Z 66 budynków mieszkalnych, ocalało zaledwie 6. Pozostałe zmieniły się w dymiące pogorzeliska. We dworze natomiast spłonęła wielka stodoła, w której znajdowały się dziesiątki bydła i owiec, dostarczone tutaj z innych wcześniej zaatakowanych wsi. Podczas napadu zginęło łącznie według różnych źródeł od 36 do 43 mieszkańców wsi. Straty w ludziach były jednak stosunkowe małe, ponieważ rodziny ukraińskie były wcześniej ostrzeżone o napadzie. Szczęśliwie to ostrzeżenie przekazali także Polakom, których spora liczba zdołała uciec wcześniej. Ku czci pomordowanych postawiono kamienny pomnik, zlokalizowany obok murowanej kapliczki niedaleko rzeki Białki. Pacyfikacja Obrowca odbyła się ramach akcji odwetowych podjętych przez UPA, wkrótce po spaleniu przez oddziały AK oraz BCh sąsiedniego Sahrynia i innych ukraińskich wsi, obsadzonych przez oddziały UPA i policji ukraińskiej, co miało miejsce 10 marca 1944 roku. W lipcu 1944 roku podczas bombardowania wsi (co najmniej 20 bomb) przez radziecki samolot, od wybuchu pocisków zginęli ludzie. Ostatnim akordem okupacyjnym wsi była kilkugodzinna bitwa wycofujących się jednostek Wehrmachtu z Rosjanami 22 lipca 1944 roku, zakończona zwycięstwem Sowietów.

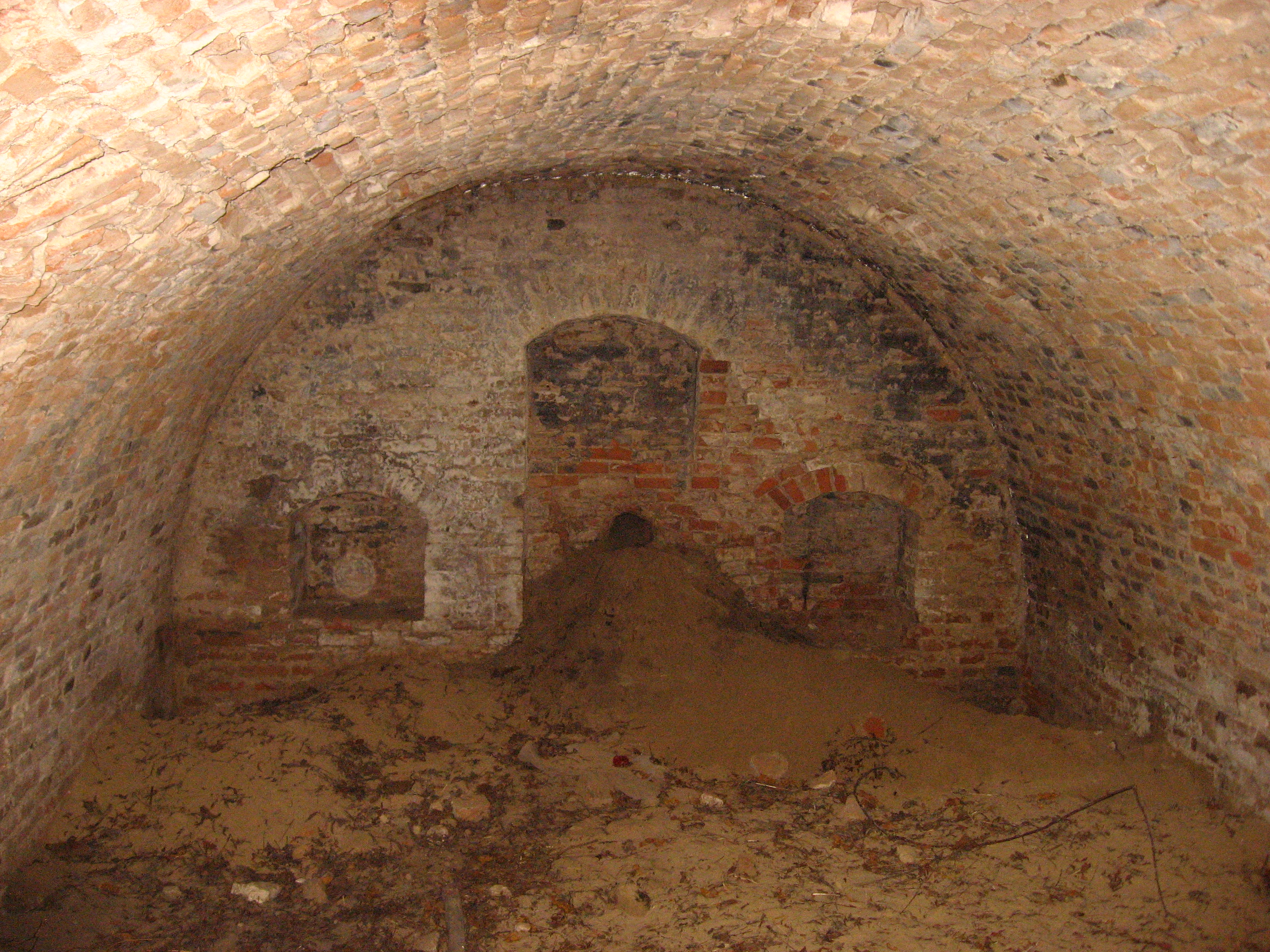
Dawna piwnica dworska

W ramach dekretu PKWN przeprowadzono w 1944 r. reformę rolną, nadzorowaną przez Powiatowy Komitet (komisarze – Paweł Mociak i Piotr Ciuch). Rozparcelowano w ten sposób dwór, a ziemię przekazano chłopom. I tak, każdy fornal otrzymał 4 ha ziemi ornej oraz 1 ha łąki, samotni gospodarze otrzymywali po 2,5 ha, a chłopi małorolni uzupełnienie do 5 ha. Na jesień 1944 roku chłopi otrzymali tytuły własności ziemi z dawnych dóbr dworu. Wyznaczono za nią zapłatę na 10 lat w wysokości ceny 20 kwintali żyta za 1 ha w danym roku. Dzisiaj jedyną pozostałością po dworze, jest murowana komnata (piwnica), która wykorzystywana była jako przechowalnia owoców, warzyw i różnego rodzaju przetworów. Teren ten wrócił obecnie do własności Skarbu Państwa.
Czasy współczesne
W 1945 roku znaczna część ludności wyznania prawosławnego wyjechała na tereny zabużańskie. W dniach 16-20 czerwca 1947 roku wywieziono kolejnych 10 mieszkańców Obrowca narodowości ukraińskiej w ramach akcji "Wisła" na Ziemie Zachodnie. W gospodarstwach poukraińskich zamieszkali Polacy, a życie stopniowo wracało do normy. Założony został w Obrowcu jednak oddział ORMO. W 1947 roku zbudowano na rzece Białce dwie śluzy i trzy zastawy. Osuszono w ten sposób łąki i rozpoczęła się hodowla bydła, a rowy melioracyjne służyły dodatkowo do nawadniania podczas susz. W obecnej chwili śluzy te są poniszczone, a rowy zarosły szuwarami.
Wysoki podatek tzw. FOR (Fundusz Ochrony Rolnictwa), obowiązkowe dostawy (zboża, ziemniaków, żywca, mleka, za które płacono pół ceny wolnorynkowej), widmo kolektywizacji, odstraszały od inwestowania w rolnictwo, dlatego też wielu rolników zrezygnowało z części, a nawet całości nabytych w ramach reformy gruntów. Sytuacja uległa zmianie po 1956 roku, kiedy zniesiono FOR i obowiązkowe dostawy. W tym samym roku w Obrowcu założono radio przewodowe, tzw. toczkę, a w 1968 roku pojawił się w szkole podstawowej pierwszy telewizor. W latach 1967–1969 przeprowadzono komasację gruntów, a w 1986 meliorację. W 1970 roku chłopi zaczęli kupować prywatne ciągniki i maszyny. Do dziś jedynie dwóch gospodarzy posiada jeszcze konie. W latach 1982–1984 zbudowano utwardzoną drogę od szosy Hrubieszów-Nieledew w kierunku Starego Obrowca.
Ważnym obiektem we wsi był sklep, założony przez Gminną Spółdzielnię „Samopomoc Chłopska” z Hrubieszowa. W latach 50. mieścił się on w mieszkaniu Piotra Ciucha, a sprzedawcą był Tadeusz Nazar. Później przeniesiono go do mieszkania Jana Hojdy, gdzie sprzedawała Danuta Mormon. W 1963 roku wybudowano murowany budynek, w którym pracowała jako sprzedawca Antonina Chomik, a od ok. 1975 roku Janina Wlizło. W 1998 roku sklep od GS kupił Marek Martyniuk, a w 2004 roku odkupił go Marian Jakimiec. W 1964 roku zbudowano we wsi zlewnię mleka, gdzie skup w latach 1964-1996 dla Spółdzielni Mleczarskiej w Hrubieszowie prowadził Jan Nazar. W latach 1997–2007 pracowała tutaj Daniela Jańczuk, a potem skup został zlikwidowany.
Obecnie na terenie wsi znajduje się 151 działek mieszkalnych, z których 111 jest zamieszkanych, a 10 to pustostany. We wsi znajdują się jeszcze 23 domy drewniane, reszta jest już murowana. Wszystkie budynki powstały po drugiej wojnie światowej (budowane od jesieni 1944), gdyż w jej wyniku zmieniła się nieco lokalizacja wsi (przed II wojną światową wieś w całości leżała na południe od rzeki Białki, a obecnie większa jej część leży już na północ od rzeki). Wieś prezentuje typ zabudowy zwarto – kolonijny (wielodrożnica). Na terenie wsi działają w tym momencie 2 sklepy spożywcze, szkoła podstawowa (z boiskiem i placem zabaw), dom parafialny (filia kościoła garnizonowego w Hrubieszowie), gospodarstwo agroturystyczne, zakład tapicerski oraz gospodarstwo wyspecjalizowane w ogrodnictwie (sprzedaż towarowa).

## Ludność i źródła utrzymania
Według stanu na dzień 31 grudnia 2009 wieś zamieszkuje łącznie 414 osób. Gęstość zaludnienia sołectwa wynosi zaledwie 54 os./km², co w przypadku średniej województwa lubelskiego - 86 os./km² oraz średniej 123 os./km² na terenie Polski, plasuje sołectwo Obrowiec wśród najsłabiej zaludnionych obszarów kraju. W porównaniu z latami poprzednimi widoczny jest nieznaczny spadek liczby ludności. Powodem tego są migracje oraz ujemny przyrost naturalny. Zgodnie z prognozami wojewódzkimi trend ten będzie postępował w horyzoncie długoterminowym.
| 2000 | 2001 | 2002 | 2003 | 2004 | 2005 | 2006 | 2007 |
| 457  | 441  | 438  | 439  | 436  | 429  | 420  | 421  |

Na terenie sołectwa nieznacznie przeważają kobiety, których jest 50,46%. Natomiast liczba mężczyzn wynosi 49,54%. Mężczyźni stanowią większość mieszkańców w wieku przed- i produkcyjnym, a powyżej tej granicy, w strukturze wiekowej ludności, zauważa się już przewagę kobiet. Dane te mogą świadczyć o nadumieralności mężczyzn w starszych grupach wiekowych oraz o odpływie kobiet w wieku do 30 lat z terenu gminy. Jest to zjawisko charakterystyczne dla gmin wiejskich, gdyż kobiety częściej migrują do miast, gdzie wskaźnik feminizacji jest dużo większy.
Na 414 osób mieszkańców wsi:
- 60% utrzymuje się z rolnictwa
- 30% emeryci i renciści
- 10% ucząca się młodzież[49]

Obrowiec jest obszarem typowo rolniczym pozbawionym liczących się na rynku pracy zakładów przemysłowych. W najbliższej przyszłości zamierza być miejscowością turystyczną, której rozwój powinien spowodować w najbliższych latach rozwój małych i średnich przedsiębiorstw branży usługowej, handlowej: obsługi rolnictwa i przetwórstwa płodów rolnych. Wszystko to winno zmienić strukturę zatrudnienia i głównych źródeł utrzymania mieszkańców na bardziej korzystną i odpowiadającą współczesnym warunkom gospodarowania.

## Szkolnictwo
Szkoła początkowa ogólna, tzw. elementarna, powstała po 1863 roku, a więc po powstaniu styczniowym. Wcześniej Obrowiec był w zasięgu terytorialnym szkoły w Brodzicy (działającej przy Towarzystwie Rolniczym Hrubieszowskim). W 1890 roku w tutejszej 1-klasowej szkole rosyjskiej chwilowo brak było nauczyciela, natomiast w 1904 roku uczył Konstanty Samochwalenko, a w 1914 roku Teodor Josieńko. Wykłady prowadzono w języku rosyjskim do 1905 roku, później dozwolony był też język polski, ale z dużymi ograniczeniami. Szkolna edukacja uczniów trwała cztery lata. Nie była ona jednak obowiązkowa, w związku z tym panował we wsi duży analfabetyzm.
W okresie międzywojennym istniała we wsi polska szkoła 4-klasowa, która mieściła się w drewnianym budynku krytym gontem. Prowadzona ona była systemem dwuzmianowym (rano klasy starsze, po południu młodsze), a kierowała nią najpierw Morawiecka, w latach 30. Józefa Piekarzówna, a w latach 1934-1939 Leokadia Pikuzińska. W 1944 roku szkoła spłonęła po trafieniu lotniczej bomby.
W 1948 roku, aby wznowić naukę, wybudowano we wsi szkołę drewnianą, obmurowano z zewnątrz cegłą i przykryto eternitem. Była to z początku szkoła 7, potem 8-klasowa, a w 1975 roku obniżono jej stopień organizacyjny do 4-klasowej. Pierwszą po wojnie kierowniczką została Maria Niklewicz, a potem kolejno: Tadeusz Bartnik (1955-1957), Kazimierz Makieła (1957-1984), Janusz Herc (1984-1986), Jadwiga Sznajderowska (1986-1991), Ewa Gnatowska (1991-1998) i od 1998 roku Renata Makieła. W 2001 roku szkołę przejęło Stowarzyszenie Rozwoju Wsi Obrowiec, a dyrektorką 6-klasowej szkoły podstawowej była nadal Renata Makieła.

## Infrastruktura
Sieć drogowa wsi składa się z dwóch dróg powiatowych (o numerach 3230 i 3413), kilku gminnych oraz około 20 dróg polnych. Na terenie wsi brak jest sieci kolejowej.
Całkowita elektryfikacja wsi zakończyła się dopiero w roku 1964. Bieżąca woda (wodociąg) została doprowadzona w 1997 roku, brak jest natomiast w dalszym ciągu sieci kanalizacyjnej (nadal funkcjonują szamba). Funkcjonuje tu jedna z 7 na terenie gminy stacji uzdatniania wody. Wieś nie posiada sieci ciepłowniczej oraz instalacji gazowej.
Pierwszy telefon założono w 1961 roku w szkole podstawowej. Do końca epoki PRL-u telefon posiadało jedynie 7 odbiorców. Największą ilość abonentów przyłączono w kwietniu 1991 roku (61 osób). W roku 2004 kable telefoniczne doprowadzono do każdego gospodarstwa.

## Organizacje pozarządowe
Do organizacji pozarządowych znajdujących się w Obrowcu należą:
- Ochotnicza Straż Pożarna - założona w 1964 roku za sprawą Zdzisława Mociaka, Kazimierza Łuszczuka i Kazimierza Makieły. Rok później zbudowano remizę strażacką. Pierwszym prezesem OSP został Kazimierz Łuczuk, po którym obowiązki pełni od 1980 roku Mirosław Papuga. W 1965 roku jednostka otrzymała motopompę, a w 1985 roku zbudowano kolejną remizę[52]. Główne zadania: zapobieganie pożarom, udział w akcjach ratowniczych, informowanie o zagrożeniach, prowadzenie działalności kulturalnej, oświatowej i rozrywkowej.
- Koło Gospodyń Wiejskich - założone w 1961 roku, pierwszą przewodniczącą została Teresa Papuga. Po niej funkcję tę pełniły kolejno: Krystyna Trybulak, Czesława Mączka, Alicja Wójcik i od 2003 roku Daniela Janczuk. Liczy obecnie 20 członkiń. Główne zadania: rozwój społeczny, kulturalny i ekonomiczny oraz poprawa sytuacji społeczno-zawodowej kobiet wiejskich i ich rodzin.
- Stowarzyszenie Rozwoju Wsi Obrowiec - założone w 2001 roku.Główne zadania: prowadzenie szkoły, wspieranie rozwoju dzieci i młodzieży, promocja zdrowia, wspieranie rodzin w trudnej sytuacji materialnej, rozwój gospodarczy społeczności lokalnej.
- nieistniejące Kółko Rolnicze - powstało w 1963 roku, a jego prezesem został Jan Nazar. W swym wyposażeniu posiadało m.in. 4 ciągniki i młockarnię. Dwa lata później założono Kółko Rolnicze w Obrowcu-Kolonii z prezesem Józefem Nowakiem. Dysponowało ono trzema ciągnikami i młockarnią. W 1986 roku oba kółka zostały połączone, a prezesem został wówczas Kazimierz Trubaluk. Dwa lata później Kółko Rolnicze zostało zlikwidowane, a sprzęt rolniczy przekazano do SKR-u w Hrubieszowie. Od końca lat 70. do 1981 roku prezesem kółka był Mieczysław Dziewiczkiewicz, później w latach 1981-1984 funkcję tę pełnił Stefan Migacz, a od 1984 roku Marian Makieła. Główne zadania: zwiększanie i doskonalenie produkcji rolnej, niekiedy gospodarka gruntami i usługi w zakresie mechanizacji rolnictwa[46].

## Sport i turystyka
W latach 1980–1994 istniał we wsi klub piłkarski Wenard Obrowiec, grający w niższych klasach rozgrywkowych.